# 잃어버린 주말
《잃어버린 주말》(The Lost Weekend)은 1945년 아카데미 수상작으로서 빌리 와일더 감독, 레이 밀랜드, 제이 와이먼 주연의 미국 드라마 영화이다. 흑백 영화로 제작되었다. 이 영화는 찰스 R. 잭슨의 동명 소설을 바탕으로 만들어졌으며 술을 과음하는 한 작가에 대한 이야기를 다루고 있다. 2011년에 미국 국립 도서관의 국립 영화 등록부에 추가되었다.

## 줄거리
뉴욕의 아파트에 사는 무명작가 돈은 심한 알코올 중독자로서, 형(필립 테리)과 애인 헬렌(제인 와이만)에게 감시되고 있었으나 틈을 노려 하녀에게 지불해 줄 급료를 가로채어 갖고 나트의 술집으로 간다. 그것이 동기가 되어 계속해서 또 마시게 되는데 더욱더 많은 술을 마실 수 있는 돈을 장만코자 거리를 헤매는 동안에 제정신을 잃어버리게 되어 알코올 중독자 수용소로 들어가게 된다. 절망한 나머지 자살을 기도하게 되나 헬렌에 의해서 만류되며, 이번에는 정말 새 사람이 되어야겠다고 결심한다.

## 감상
제2차 세계대전 후의 미국에서 정신이상 영화 유행의 실마리를 만든 작품으로서 제1단계(第一段階)에서는 주인공이 술을 요구하는 초조한 장면이 묘사되고, 제2단계에선 헬렌과의 친근한 사이라든가, 술을 마시게 된 원인의 회상(回想), 제3단계에선 전당포가 쉬는 날이기 때문에 돈을 마련할 수 없는 주인공이 미친 사람처럼 거리를 헤매는 긴박감에 찬 묘사를 하는데, 그 구성도 양호하고 또 주인공이 갱생을 결심하는 결말도 감미롭지만 뉴욕의 가두 로케에 의한 리얼한 효과와 심리자극적인 면밀한 연출이 융합되어 이색적인 드라마가 되었다.

## 출연
- 레이 밀랜드 - 돈 버넘
- 제인 와이먼 - 헬렌 세인트제임스
- 필립 테리 - 윅 버넘
- 하워드 다 실바 - 냇
- 도리스 다울링 - 글로리아
- 프랭크 페일런 -빔 놀런
- 메리 영 - 데버리지 부인
- 어니타 볼스터 - 폴리 부인
- 릴리언 폰테인 - 세인트제임스 부인
- 루이스 러셀 - 세인트제임스 씨
- 프랭크 오스
- 해리 텐브룩